# Great Bradley
Great Bradley est un village et une paroisse civile du Suffolk, en Angleterre.